# Nectria hoheriae
Nectria hoheriae är en svampart som beskrevs av Dingley 1989. Nectria hoheriae ingår i släktet Nectria och familjen Nectriaceae.   Inga underarter finns listade i Catalogue of Life.